# Songdo
Songdo (송도) é uma nova cidade inteligente, também chamada de Cidade Ubíqua, localizada na Coreia do Sul, e construída completamente sob demanda para ser um distrito internacional de negócios. A cidade foi erguida sobre 600 hectares de terra recuperada do Mar Amarelo, a 65 km de Seul e a 12,3 km do Aeroporto Internacional de Incheon. Junto com Yeongjong e Cheongna, Songdo compõe a Zona de Livre Comércio de Incheon.
O Distrito Internacional de Negócios de Songdo conta com escolas, hospitais, hotéis, empresariais, espaços culturais e universidades. Além disso, duas torres foram erguidas no distrito, a Northeast Asia Trade Tower e a Incheon Tower. Grande parte do espaço urbano foi desenhado tomando como referência outros centros comerciais, tal que a cidade possui réplicas arquitetônicas do Central Park de Nova Iorque e dos canais de Veneza. O planejamento urbano contempla 80.000 apartamentos, 4.600.000 metros de escritórios e 930.000 metros quadrados de área comercial.
O investimento total é estimado em quase 40 bilhões de dólares, com tempo de construção avaliado em 17 anos, o que torna Songdo um dos maiores e mais caros projetos de desenvolvimento já realizados.

## Projeto e Investimento
A cidade está sendo desenvolvida desde 2004 pela Gale International e pela Posco, que juntas possuem 91% das ações da cidade. Os outros 9% pertencem à Morgan Stanley. O design arquitetônico inicial foi feito pela Kohn Pedersen Fox junto à Kunwon Architects, Heerim, Yooshin, John Portman & Associates e à Gansam Partners. Mão de obra, financiamento e desenvolvimento da infraestrutura também estão sendo providos pelo governo de Incheon. Em adição, a CISCO está empregando sensores e dispositivos eletrônicos para compor a infraestrutura de rede da cidade, conectando tanto espaços públicos quanto áreas comerciais e residenciais.

O projeto faz parte de uma iniciativa tomada pelo ex-Presidente Sul Coreano Lee Myung-bak para promover o desenvolvimento sustentável e baixas emissões de carbono como uma oportunidade para o futuro desenvolvimento econômico nacional. O investimento inicial desse plano de estímulo econômico, aprovado em 2008, foi de US$38 bilhões. Esse valor foi aumentado em 2010 para US$83.6 bilhões, para serem aplicados ao longo de 5 anos.
Assim como Dubai, Songdo está sendo construída em sua maioria através de empréstimos bancários. A Gale International, uma empresa relativamente pequena se for levado em conta seu papel no desenvolvimento da cidade, ficou profundamente endividada para assumir os custos de construção da cidade.
A expectativa é de que Songdo torne-se um influente centro de negócios para o Norte Asiático, ancorado em três das maiores economias do mundo: Japão, China e Coreia do Sul. Além disso, a cidade também foi planejada para ser uma Aerotrópolis. Songdo fica localizada a apenas 15 minutos do Aeroporto Internacional de Incheon, atualmente o oitavo maior da Ásia em número de passageiros e entre os 50 maiores do mundo em volume de carga. O tempo de vôo aproximado de Songdo para Xangai é de 60 minutos, de 1 hora e 30 minutos para Tóquio, de 2 horas e 30 minutos para Hong Kong e de 5 horas e 30 minutos para Singapura.

### Construções de Referência
- Universidade de Yonsei, Campus Internacional
- Universidade de Incheon
- Universidade de Inha, Complexo de Informação Global [8]
- Central Park de Songdo
- Canais de Songdo
- Northeast Asia Trade Tower
- Incheon Tower
- Songdo Conversia

## Infra-estrutura Urbana
Devido ao seu planejamento urbano detalhado e ao desenvolvimento sob-demanda, a cidade de Songdo conta com um dos desenhos urbanos mais estruturados e modernos do continente Asiático. Dado que Songdo foi construída sobre uma porção de terra recuperada da frente de água de Incheon, o espaço urbano é estruturado e sistemático. As construções são espaçadas entre si e os prédios possuem um design uniforme com vidraças, dando um ar futurístico à cidade. Marcos de referência em urbanismo ao redor do mundo foram agregados à infra-estrutura da cidade com o intuito de elaborar um espaço urbano de alto nível para proporcionar um ambiente de vivência que atendesse aos padrões de grandes metrópoles internacionais. Adicionalmente, a cidade possui projetos ambiciosos de integração de seu sistema urbano através de uma extensa infra-estrutura de rede, tal que sensores e dispositivos espalhados pelo espaço público e privado permitem a automatização e eficiência de dezenas de processos urbanos e domésticos.
Songdo foi arquitetada para ser uma cidade verde e emitir apenas um terço da quantidade de carbono emitida por outras metrópoles do seu porte (estimada em 300.000 pessoas durante o dia), possui 40% de sua área reservada para parques, 25 km de ciclovias, extensos caminhos para pedestres e estações de recarga para veículos elétricos providas por toda a cidade, tornando Songdo uma referência de sustentabilidade para cidades de todo o mundo. Em adição, Songdo será a primeira cidade na Ásia e a segunda no mundo a preencher os requisitos do programa Leadership in Energy and Environmental Design para todos os seus edifícios principais, o que significa que a cidade atende aos mais altos padrões ambientais de consumo de energia e resíduos.
Cópias arquitetônicas de construções de referência ao redor do mundo foram trazidas para a metrópole coreana. Dentre elas encontram-se cópias do Central Park de Nova Iorque, dos canais de Veneza, da Ópera de Sydney, do mercado de Marrakech no Marrocos e das avenidas triplas de Paris.

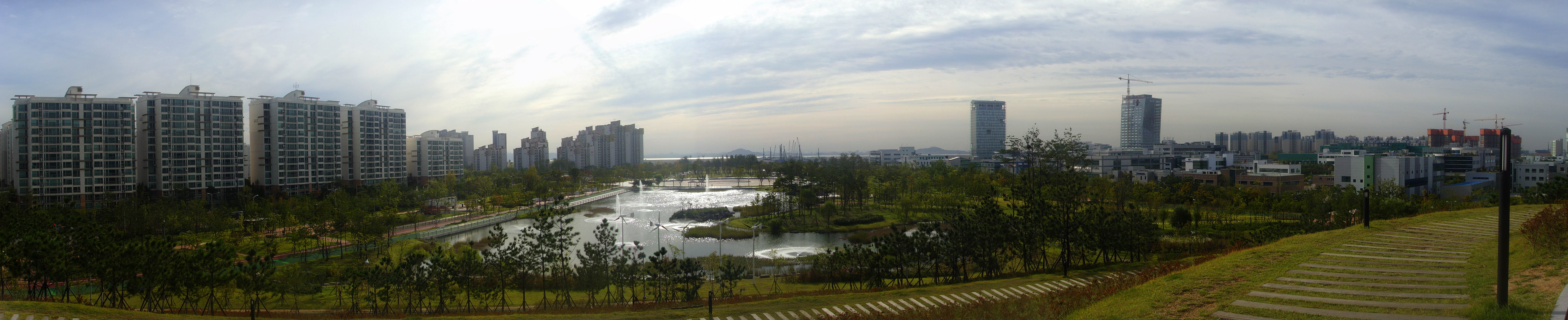
Panorama do Central Park de Songdo (27 de Setembro de 2008)

## Cidade Ubíqua
O conceito de Cidade Ubíqua se origina do termo tecnológico Computação Ubíqua, que refere-se à existência de computadores interligados entre si e presentes em todos as partes, integrando-se às atividades humanas. Um espaço ubíquo pode ser utilizado convenientemente por sua população e em qualquer lugar.
Songdo é reconhecida como uma cidade ubíqua devido à sua ambiciosa proposta de integrar todo o seu sistema urbano à rede, através de sensores e mídias conectados a um grande centro de controle. A coordenação entre os dispositivos permite inúmeras aplicações, além de fazer da informação o(m)nipresente, dado que os prédios da cidade estão conectados entre si.
O termo Cidade Ubíqua é reconhecido por ser um conceito coreano e Songdo é a sua mais simbólica representação, apesar de não ser a primeira cidade ubíqua da Coreia do Sul — em menor escala, a cidade de Dongtan também oferece diversos serviços urbanos interligados à rede. O tráfego de carros da cidade é coordenado através de sensores nas ruas que medem o fluxo de veículos, por exemplo; o sistema de lixo é auxiliado por uma rede inteligente de tubulações/tubagens que suga o lixo das lixeiras e o transporta para estações de tratamento; outro exemplo, ainda, encontra-se nas tubulações/tubagens de água, que são capazes de distinguir entre água potável e não-potável, evitando que a água potável seja desperdiçada para abastecer itens como lava-roupas e vasos sanitários. Além desses exemplos, a cidade também conta com dispositivos capazes de prestar serviços individuais aos habitantes.
As tecnologias empregadas tanto em áreas públicas quanto em prédios privados de Songdo foram desenvolvidas pela CISCO e são parte de um investimento multimilionário da empresa para desenvolver soluções tecnológicas para cidades, também referenciadas pelo termo Soluções U.Life. Um exemplo ousado de tecnologia empregado em Songdo pela CISCO é a instalação de grandes telas de video-conferência presentes em todas as residências da cidade, interligando não só domicílios, mas também edifícios comerciais e públicos. Tal tecnologia possui o intuito de permitir que serviços como educação e saúde básica sejam entregues de forma ágil e cômoda, evitando deslocamentos desnecessários.

## Críticas
O fato de Songdo ser uma cidade planejada provoca críticas por parte de urbanistas que acreditam que tal princípio de construção é inferior ao princípio histórico de desenvolvimento urbano lento. Essas críticas giram em torno de algumas questões principais: A primeira delas é referente à demografia majoritariamente composta por uma parte restrita da classe média alta, tal que a população de baixa renda e pessoas mais velhas estão ausentes. Uma segunda análise aponta que Songdo passa um sentimento de artificialidade, devido à uniformidade dos edifícios e à falta de diversidade arquitetônica, proveniente de um mesmo período. Além dessas questões, urbanistas e especialistas ressaltam que existe um risco muito grande ao empregar um grande número de tecnologias inovadoras à cidade sem permitir que essas tecnologias sejam absorvidas pela população ou mesmo dar espaço para que elas possam ser validadas por seus usuários. Um exemplo de crítica referente ao aspecto tecnológico da cidade decorre do conflito entre a facilidade e a falta de privacidade gerada pelo "excesso" de controle da infra-estrutura urbana e dos fluxos de pessoas pela cidade.